# Сиверс, Яков Яковлевич
Я́ков Я́ковлевич фон-Си́верс (17 февраля 1869, Варшава — 27 апреля 1931, Ленинград) — русский генерал-майор, командующий 76-й пехотной дивизией, герой Первой мировой войны.

## Биография
Евангелическо-лютеранского вероисповедания. Происходил из дворян Лифляндской губернии. Сын генерал-лейтенанта Якова Фёдоровича фон-Сиверса и жены его Каролины Баум (1834—1912).
Окончил Николаевский кадетский корпус и Пажеский корпус (1889), откуда выпущен был подпоручиком в лейб-гвардии Семёновский полк.
В 1894 году окончил Николаевскую академию Генерального штаба по 2-му разряду. Произведен в поручики 30 августа 1893 года, в штабс-капитаны — 22 июля 1900 года, в капитаны — 4 марта 1904 года. В 1905 году командовал ротой Семёновского полка, участвовал в подавлении декабрьского восстания в Москве. Произведен в полковники 6 декабря 1909 года.
В Первую мировую войну вступил в должности командира батальона. Удостоен ордена Св. Георгия 4-й степени
За то, что в бытность лейб-гвардии в Семеновском полку в бою 13 октября 1914 года, благодаря хорошей разведке и ясному пониманию обстановки, принял смелое самостоятельное решение свернуть со своим батальоном с данного ему направления и занять д. Черный-Ляс в тылу неприятельского расположения, что повело к окружению противника; спешившую на выручку неприятельскую колонну взял в штыки и рассеял.
19 марта 1915 года назначен командиром 1-го пехотного Невского полка, 7 декабря того же года отчислен от должности с назначением в резерв чинов при штабе Петроградского военного округа. 22 марта 1916 года назначен командиром вновь сформированного 463-го пехотного Краснохолмского полка. 4 марта 1917 года назначен командующим бригадой 187-й пехотной дивизии, а 20 мая того же года произведен в генерал-майоры на основании Георгиевского статута, с утверждением в должности. В июне 1917 года был назначен командующим 76-й пехотной дивизией.
С 1919 служил в РККА. Был начальником службы войск Петроградского сектора (август 1919), помощник начальника штаба бригады ВОХР (декабрь 1919), позднее — исполняющий обязанности начальника оперативного отдела и делопроизводитель в штабе войск охраны Марийской области.
С 1921 года преподавал в Интернациональной школе, затем служил в артели Ленторгин. В 1930 году был арестован по «Семёновскому делу» (часть дела «Весна»). 23 апреля 1931 выездная сессия коллегии ОГПУ приговорила Сиверса и ещё одиннадцать бывших офицеров Семёновского полка к расстрелу по статье 58-11 УК РСФСР.
Расстрелян в Ленинграде, место захоронения неизвестно.

## Награды
- Орден Святого Станислава 3-й ст. (ВП 6.12.1905)
- Орден Святой Анны 3-й ст. (ВП 27.05.1906)
- Орден Святого Станислава 2-й ст. (1910)
- Орден Святой Анны 2-й ст. (ВП 6.12.1913)
- Орден Святого Владимира 4-й ст. с мечами и бантом (ВП 28.10.1914)
- Орден Святого Владимира 3-й ст. с мечами (ВП 09.04.1915)
- мечи к ордену Св. Анны 2-й ст. (ВП 02.05.1915)
- Орден Святого Георгия 4-й ст. (ВП 14.06.1915)
- Высочайшее благоволение «за отличия в делах против неприятеля» (ВП 17.08.1915)
- мечи к ордену Св. Станислава 2-й ст. (ВП 25.10.1916)